# 83 Beatrix
83 Beatrix (in italiano 83 Beatrice)  è un piccolo asteroide orbitante nella parte interna della Fascia principale.
Beatrix fu il nono e ultimo asteroide scoperto da Annibale de Gasparis, individuato il 26 aprile 1865 dall'Osservatorio Astronomico di Capodimonte a Napoli. Fu battezzato così in onore di Beatrice Portinari, la donna amata da Dante Alighieri, musa ispiratrice del sommo poeta.
Dall'occultazione stellare di Beatrix, osservata il 15 giugno 1983, si determinò un diametro di circa 68 chilometri.